# Courcival
Courcival é uma comuna francesa na região administrativa do País do Loire, no departamento de Sarthe. Estende-se por uma área de 8.64 km². Em 2010 a comuna tinha 98 habitantes (densidade: 11,3 hab./km²).